# Saint-Jean-de-Luz olympique rugby
 (novembre 2015).
Si vous disposez d'ouvrages ou d'articles de référence ou si vous connaissez des sites web de qualité traitant du thème abordé ici, merci de compléter l'article en donnant les références utiles à sa vérifiabilité et en les liant à la section « Notes et références ».
Maillots
Actualités
Dernière mise à jour : 17 juillet 2022.
Le Saint-Jean-de-Luz olympique rugby (SJLO) est un club français de rugby à XV basé à Saint-Jean-de-Luz.
Il évolue actuellement en Nationale 2.

## Historique

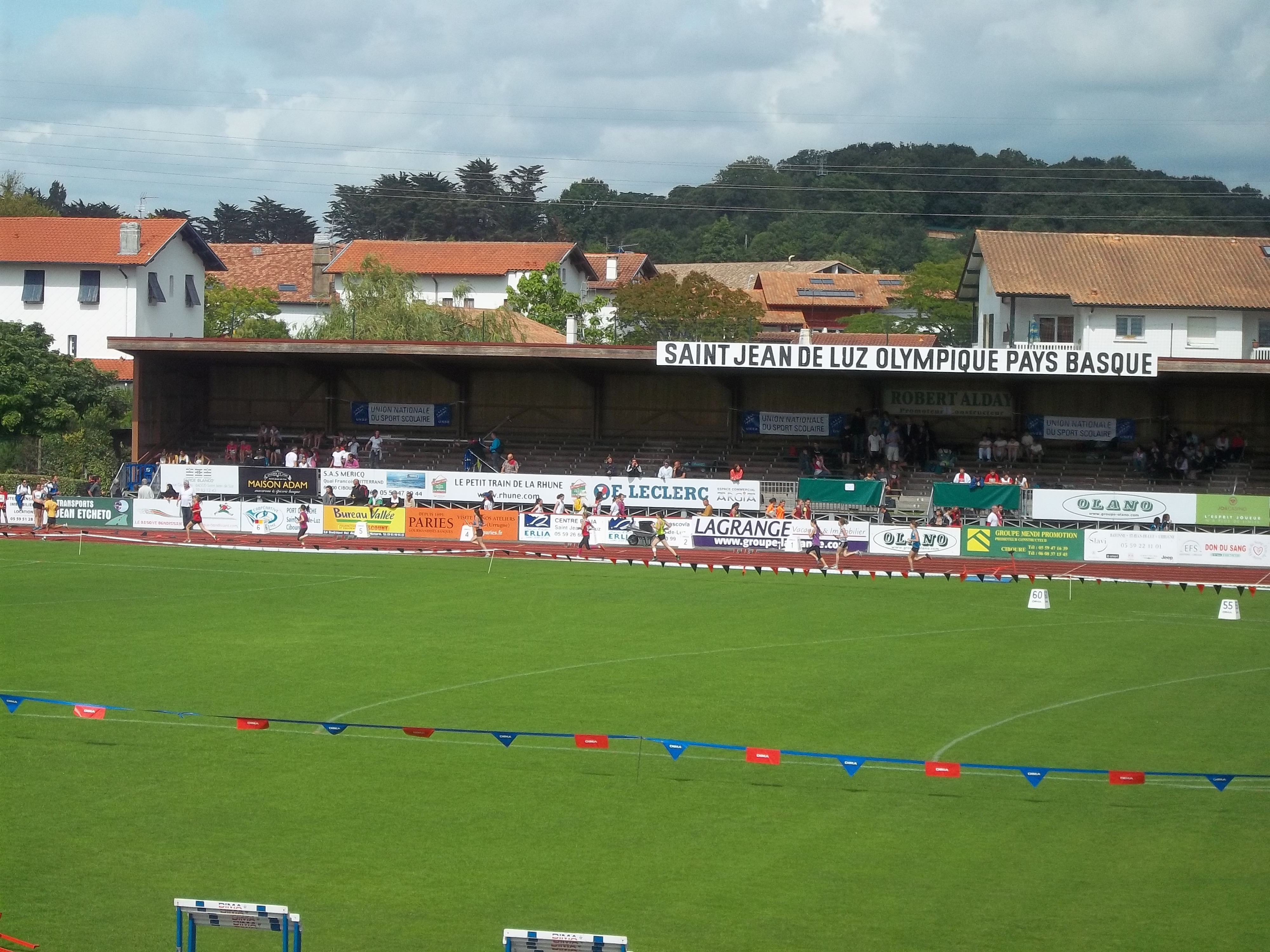
Stade du Pavillon bleu, dans lequel évolue le club.

Après avoir débuté en quatrième série du championnat Côte basque, le SJLO remporte rapidement les titres de troisième série (1930), de deuxième série (1931) et de Promotion (1935). Entre-temps il se fait connaître par sa victoire dans le championnat de France de l'UFRA, ligue dissidente de la FFR, qu'il remporte en 1932 avant de revenir dans le giron fédéral. Arrivé au plus haut niveau régional, le club se distingue en championnat de France, atteignant les demi-finales Honneur dès 1938, soit à peine onze ans après sa fondation, ce qui lui permet d'accéder à la première division. La guerre met un terme à cette ascension fulgurante.
Le club repart d'assez bas et ne retrouve la deuxième division qu'en 1960. Il doit attendre le titre de deuxième division de 1968 pour revenir dans l'élite.
Saint-Jean-de-Luz se maintient en première division entre 1969 et 1977 et quatre qualifications pour les phases finales viendront sanctionner cette bonne période. Saint-Jean-de-Luz retombe ensuite en groupe B une saison en 1978 avant de remonter pour deux ans en groupe A.
Le club rejoint ensuite le groupeB en 1981 et y reste jusqu'en 1987 où il remporte le championnat (16-10) devant Bergerac à Auch.
En 1988, le club rejoint le groupe A via une phase de brassage mais retombe à l'étage inférieur dès la saison suivante.
Le club reste ensuite en première division groupe B durant les années 1990, championnat qui prend ensuite le nom de Nationale 1 puis à l'orée des années 2000 de Fédérale 1, l'élite du championnat de France amateur.
Il reste à ce niveau jusqu'en 2014-2015, avant de redescendre en Fédérale 2. Mais c'est au cours de la saison 2015-2016 que les Luziens, entraînés par Serge Milhas ont survolé la Fédérale 2 pour remonter en Fédérale 1 et obtenir le titre de champion de France.
Durant six saisons les rouge et vert vont rester en haut du tableau de la Fédérale 1 tout en se qualifiant jusqu'en quart de finale en 2017, 2018 et 2019.
En 2022, le club est promu dans le nouveau championnat de Nationale 2.

## Identité visuelle

### Logo
Le logo du club représente un ballon de rugby pris dans les serres d'un vautour de la Rhune. Son design actuel est resté très similaire de celui des premières années du club, dans la fin des années 1920.

Évolution du logo
Ancien logo, notamment dans la fin des années 1920.
Logo actuel.

## Palmarès

### Détail du palmarès
Le palmarès du Saint-Jean-de-Luz olympique rugby comprend les titres suivants :
- Championnat de France de deuxième division :
  - Champion : 1968.

- Championnat de France de groupe B :
  - Champion : 1987.

- Championnat de France de Fédérale 2 :
  - Champion : 2016.

- Championnat de France UFRA B :
  - Champion : 1932.

### Finales disputées
| Compétition                          | Date        | Vainqueur            | Score | Finaliste       | Lieu                           |
| ------------------------------------ | ----------- | -------------------- | ----- | --------------- | ------------------------------ |
| Championnat de France de 2e division | 12 mai 1968 | Saint-Jean-de-Luz OR | 12-6  | UA Gaillac      | Stade Jacques-Fourroux, Auch   |
| Championnat de France de groupe B    | 24 mai 1987 | Saint-Jean-de-Luz OR | 16-10 | US Bergerac     | Stade Antoine-Béguère, Lourdes |
| Championnat de France de Fédérale 2  | 2016        | Saint-Jean-de-Luz OR | 24-21 | AS Villeurbanne |                                |

## Personnalités du club

### Joueurs emblématiques
Ont été internationaux :
- Jean Sébédio, dit le Sultan (1913, 1920, 1922, 1923)
- Julien Arrieta (1953)
- Jean-Louis Azarete (1971-1975)
- Michel Billac
- Louis Bilbao (1978, 1979)
- Antoine Blain (1934)
- Bernard Cabirol (1978, 1979)
- Jean-Michel Capendeguy (1968)
- Michel Crémaschi (1980, 1981, 1982, 1983, 1984)
- Pierre Cussac (1934)
- André Darrieussecq (1973)
- Jean Dop (international à XIII avec Marseille)
- Louis Echave (1958, 1961)
- Albert Kaemph (1946)
- Pierre Lavergne (1950)
- Thomas Mantérola (1955)
- Jean-Louis Ugartemendia (1974, 1975)
- Troy Flavell (2000-2007)
- Petru Bălan (2008-2009)
- Sergio Valdés (2013)

### Entraîneurs
- 1962 à 1981 : Gérard Murillo[3]
- 2015-2017/2019-2023 : Serge Milhas

### Présidents
- 1934 à 1941 : Henri Lambrigot[4]
- jusqu'en 1971 : André Ithurralde[4]
- 1996-2012 : Jean-Claude Arruti[5]
- 2012-2015 : Francis Larroucau[6]
- 2015-2024 : Periko Arrieta, Éric Bonachera, Éric Olazabal
- Depuis 2024 : Periko Arrieta